# Arthur Egerton (3e comte de Wilton)
Arthur Edward Holland Grey Egerton, 3e comte de Wilton (25 novembre 1833 - 18 janvier 1885), titré vicomte Grey de Wilton de 1833 à 1882, est un pair britannique.

## Biographie
Wilton est le troisième, mais le fils aîné survivant de Thomas Egerton (2e comte de Wilton) et de sa première épouse, Mary Stanley, fille de Edward Smith-Stanley (12e comte de Derby).
Il fait ses études au Collège d'Eton et à Christ Church, à Oxford et est élu au Parlement pour Weymouth en 1859, un siège qu'il occupe jusqu'en 1865, et représente Bath entre 1873 et 1874.
En 1875, sept ans avant de succéder à son père dans le comté, il est élevé à la pairie en tant que baron Grey de Radcliffe, dans le comté palatin de Lancastre.
Lord Wilton épouse Elizabeth Charlotte-Louise Craven, fille de William Craven (2e comte Craven), en 1858. Le mariage est sans enfant. Il est décédé en janvier 1885, âgée de 51 ans. À sa mort, la baronnie de Grey de Radcliffe s'est éteinte et il est remplacé dans le comté par son jeune frère Seymour Egerton (4e comte de Wilton).